# James Armistead Lafayette
Pour les articles homonymes, voir Lafayette.
James Armistead Lafayette (né en 1748 ou 1760 et décédé en 1830 ou 1832) a été un esclave afro-américain qui a servi l'armée continentale pendant la guerre d'indépendance américaine sous le marquis de La Fayette. En tant qu'agent double, il était chargé de rapporter les activités de Benedict Arnold – après qu'il eut rejoint les Britanniques –, et de Lord Cornwallis au cours de la phase préparatoire jusqu'à la bataille de Yorktown. Il fournit aux Britanniques de fausses informations tout en divulguant des rapports très précis et détaillés aux Américains.

## Vie et carrière
Armistead fut l'esclave de William Armistead de Virginie. La plupart des sources indiquent que James Armistead est né en 1748 dans le comté de New Kent en Virginie, bien que d'autres placent sa naissance autour de 1760 à Elizabeth City en colonie de Virginie.

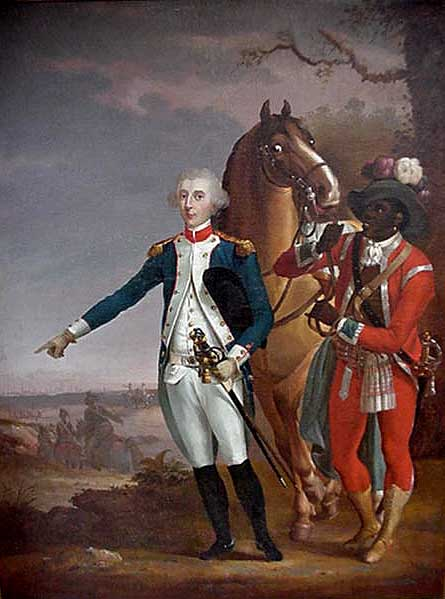
La Fayette et son espion James Armistead Lafayette, vers 1783, lors de la guerre d'indépendance des États-Unis.

En 1781, ayant obtenu le consentement de son maître, Armistead se porte volontaire pour rejoindre l'armée sous La Fayette. Ce dernier l'emploie comme espion, en le présentant comme un esclave fugitif voulant rejoindre les rangs des Britanniques. Il rejoint le camp du général de brigade Benedict Arnold, le renégat qui était à la tête de certaines des forces britanniques dans la région. Faisant semblant d'être un espion à leur service, Armistead gagne la confiance d'Arnold, dans la mesure où Arnold s'est servi de lui pour guider les troupes britanniques à travers les routes locales. « L'ex-esclave, qui, plus tard s'est renommé lui-même James Armistead Lafayette en l'honneur du général, servit d'agent double contre les Britanniques sous l'antiesclavagiste, de son propre aveu, Lafayette ».
Après avoir quitté le Nord au printemps 1781, James se rend au camp de Lord Charles Cornwallis et continue son travail. Il se déplace fréquemment entre les camps britanniques, où les officiers parlent ouvertement de leurs stratégies en sa présence. Armistead documente ces informations dans des rapports écrits, qu'il transmet ensuite à d'autres espions américains. De cette façon, il transmet beaucoup d'informations sur les projets britanniques, touchant le déploiement de leurs troupes et leurs divisions. Les rapports des services de renseignement livrés par son espionnage ont aidé à vaincre les Britanniques lors de la bataille de Yorktown.

## Le retour de La Fayette
En 1824, le marquis de La Fayette revient aux États-Unis à l'invitation du président James Monroe. Il y fait une tournée des 24 États, dans lesquels il est accueilli par d'immenses foules et il est partout fêté comme un héros. Alors qu'il fait halte en Virginie pour se recueillir sur la tombe de Washington et pour donner un discours à la Chambre des Représentants, il fait brusquement arrêter son carrosse quand il aperçoit Armistead dans la foule et il se précipita pour l'embrasser. C'est en 1784 qu'il écrivit un témoignage en son nom en faveur d'Armistead.

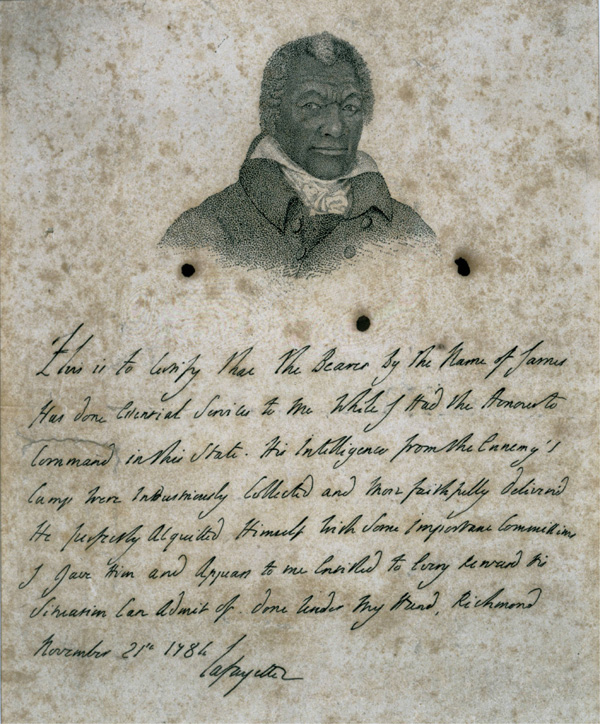
Fac-similé du certificat de mention élogieuse du Marquis de Lafayette en faveur de James Armistead Lafayette, 1784

## L'émancipation
Bien que la Virginie ait adopté une loi de manumission en 1782, permettant de donner la liberté à tout esclave selon la volonté du propriétaire, James Armistead est resté la propriété de William Armistead. En effet, une loi de 1783 ne donnait spécifiquement la liberté qu'aux seuls esclaves dont les propriétaires avaient désigné ces mêmes esclaves comme des substituts au service militaire en échange de leur liberté. Ce n'était pas le cas pour Armistead, qui avait été un espion et non un soldat. Toutefois, en 1786, avec le soutien de William Armistead – alors membre de la Chambre des Délégués – et le témoignage du marquis de Lafayette soulignant le service rendu par James Armistead Lafayette, James demanda sa liberté à l'Assemblée de Virginie. Le 9 janvier 1787, l'Assemblée accéda à la requête. C'est à cette époque qu'il ajouta « Lafayette » à son nom pour honorer le général.
James Armistead Lafayette poursuit sa vie dans le Nouveau Comté de Kent avec sa nouvelle épouse, un fils et plusieurs autres enfants et il devient un riche fermier,. En 1818, il demande une aide financière à la législature de l'état ; il obtint 60 $ en tant qu'immédiate réparation, puis 40 $ de rente annuelle pour ses services rendus lors de la Guerre révolutionnaire.
Il meurt, soit à Baltimore en 1830, soit en 1832 en Virginie.